# Scissurella manawatawhia
Scissurella manawatawhia es una especie de molusco gasterópodo de la familia.

## Distribución geográfica
Se encuentra  en Nueva Zelanda.